# نيكولا فوكتشيفيتش (لاعب كرة قدم مواليد 1984)
نيكولا فوكتشيفيتش (مواليد 22 مارس 1984، تيتوغرد) لاعب كرة قدم مونتينيغري شهير، يلعب بمركز قلب الدفاع. انطلقت مسيرته مع نادي بودوتشنوست بودغوريتسا، ثم حصد خبرات احترافية في ألبانيا وقبرص والكويت، قبل أن ينضم عام 2018 إلى لوكوموتيفا (نادي) بلغراد الصربي.

## المسيرة الاحترافية

### بودوشنوست بودغوريتشا
انضمّ عام 2003 وشارك في 131 مباراة مسجلاً 10 أهداف حتى 2011، مُساهمًا ببطولة الدوري الموسمي 2006–07.

### فترة الإعارات
2006–2007: فيلازنيا شكودر الألباني (24 مباراة، هدفان) عزّز دفاع النادي ضمن المسابقة المحلية.

### تجارب إضافية
- 2011–2012: إثنيكوس أخنا في قبرص (29 مباراة، هدف)[8].
- 2012–2013: تجربة قصيرة مع كاظمة الكويتي.
- عاد لاحقًا لأندية مونتينيغرية وصربية قبل الاستقرار في لوكوموتيفا بلغراد.

## المسيرة الدولية
استُدعي لمنتخب الجبل الأسود في مباراة ودية ضد بيلاروسيا في 18 نوفمبر 2009 بملعب بود غوريكا، وشارك كبديل في الدقيقة 86 ضمن فوز (1–0).

## الجوائز والإنجازات
- بودوشنوست بودغوريتشا
- بطل الدوري المونتينيغري 2006–2007[11].

## أنظر أيضًا
- كرة القدم في الكويت
- نادي كاظمة
- منتخب الجبل الأسود لكرة القدم
- الدوري المونتينيغري الممتاز